# HC Panasonic Plzeň
HC Panasonic Plzeň (celým názvem: Hockey Club Panasonic Plzeň) je český klub ledního hokeje, který sídlí v Plzni ve stejnojmenném kraji. Založen byl v roce 2004 skupinou nadšenců z řad zaměstnanců továrny Panasonic v Plzni. Od sezóny 2016/17 působí v Plzeňské krajské soutěži – sk. C, sedmé české nejvyšší soutěži ledního hokeje. Klubové barvy jsou modrá a bílá.
Své domácí zápasy odehrává na zimním stadionu Košutka s kapacitou 255 diváků.

## Přehled ligové účasti
Stručný přehled
Zdroj:
- 2010–2011: Plzeňská krajská soutěž – sk. C (7. ligová úroveň v České republice)
- 2011–2016: Plzeňská krajská soutěž – sk. D (8. ligová úroveň v České republice)
- 2016– : Plzeňská krajská soutěž – sk. C (7. ligová úroveň v České republice)

Jednotlivé ročníky
Zdroj:
Legenda: ZČ - základní část, červené podbarvení - sestup, zelené podbarvení - postup, fialové podbarvení - reorganizace, změna skupiny či soutěže
| Česko (2010 – ) |                                 |           |           |                                       |              |
| Sezóny          | Soutěž                          | Úroveň    | ZČ        | Play-off, nadstavba, sk. o udržení... | Poznámky     |
| 2010/11         | Plzeňská krajská soutěž – sk. C | 7. úroveň | 14. místo |                                       | Sestup       |
| 2011/12         | Plzeňská krajská soutěž – sk. D | 8. úroveň | 2. místo  | Zápas o 3. místo (prohra)             |              |
| 2012/13         | Plzeňská krajská soutěž – sk. D | 8. úroveň | 9. místo  | Skupina o udržení (1. místo)          |              |
| 2013/14         | Plzeňská krajská soutěž – sk. D | 8. úroveň | 10. místo |                                       |              |
| 2014/15         | Plzeňská krajská soutěž – sk. D | 8. úroveň | 5. místo  | Čtvrtfinále                           |              |
| 2015/16         | Plzeňská krajská soutěž – sk. D | 8. úroveň | 2. místo  | Finálová skupina (4. místo)           | Reorganizace |
| 2016/17         | Plzeňská krajská soutěž – sk. C | 7. úroveň | 12. místo |                                       |              |
| 2017/18         | Plzeňská krajská soutěž – sk. C | 7. úroveň | 12. místo |                                       |              |
| 2018/19         | Plzeňská krajská soutěž – sk. C | 7. úroveň |           |                                       |              |